# ベドラ

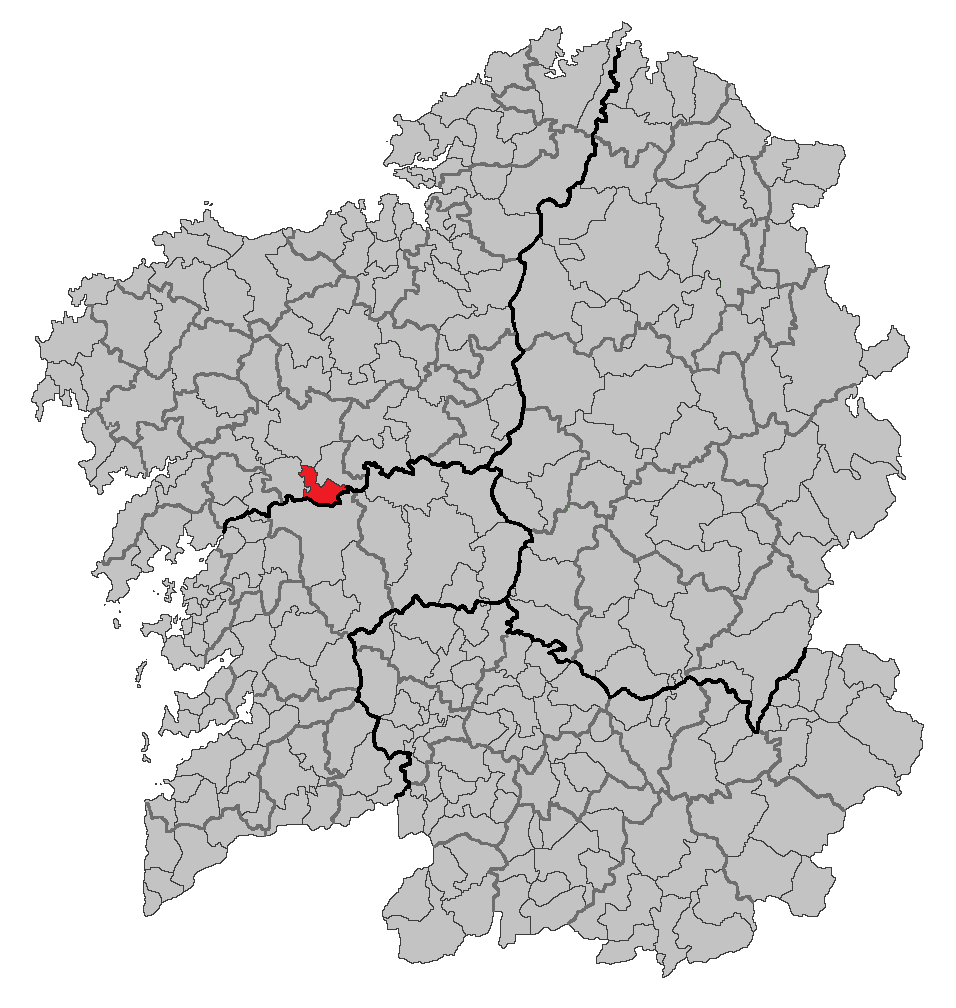

ベドラ（Vedra）はスペイン、ガリシア州、ア・コルーニャ県の自治体で、コマルカ・デ・サンティアーゴに属する。ガリシア統計局によると、2009年の人口は5,059人（2007年:5,088人、2006年:5,052人、2005年:5,054人、2004人:5,057人、2003年:5,037人）。住民呼称は、vedrés/-esa、または男女同形のvedrense。
ガリシア語話者の自治体住民に占める割合は98.69％（2001年）。

## 地理
ベドラは、北はサンティアゴ・デ・コンポステーラとボケイションと、西はテオと、南から東にかけてはウジャ川をはさんでポンテベドラ県のア・エストラーダの各自治体と境界をなしている。
自治体内をサンティアゴ・デ・コンポステーラとオウレンセを結ぶ国道525号線（N-525）と高速道路53号線（AP-53）が横切っている。国道525号線はアルスーアとパドロンを結ぶLC-241と交差している。
ベドラはウジャ川の形成する谷に位置し、ペレイロ川、トモンデ川、ブシェイロス川、サン・クリストーボ川などの河川が流れている。自治体内での最高地点は、ピコ・サクロ（聖なる頂）の隣にある、ペナス・パルダスで海抜449mである。気候は海洋性の影響を受け、すごしやすい気候である。

## 政治
2007年の自治体選挙の結果、自治体首長はガリシア社会党（PSdeG-PSOE）のオドン・カシミーロ・コバス・ガルシア（Odón Casimiro Cobas García）、自治体評議員は、ガリシア社会党:6、ガリシア国民党（PPdeG）:5、ガリシア民族主義ブロック（BNG）:1、その他（TEGA、Terra Galega）:1となっている。

## 教区
ベドラは12の教区に分けられる。 
- イジョブレ（サント･アンドレ）
- メリン（サン・クリストボ）
- ア・ポンテ・ウジャ（サンタ・マリーア・マダネーラ）
- サン・フィンス・デ・サレス（サン・フィンス）
- サン・マメーデ・デ・リバドゥージャ（サン・マメーデ）
- サン・ミゲル・デ・サランドン（サン・ミゲル）
- サン・ペドロ・デ・サランドン（サン・ペドロ）
- サン・ペドロ・デ・ビラノバ（サン・ペドロ）
- サン・シアン・デ・サレス（サン・シアン）
- サンタ・クルス・デ・リバドゥージャ（サンタ・クルス）
- トローベ（サント･アンドレ）
- ベドラ（サンタ・エウラリア）

## ギャラリー

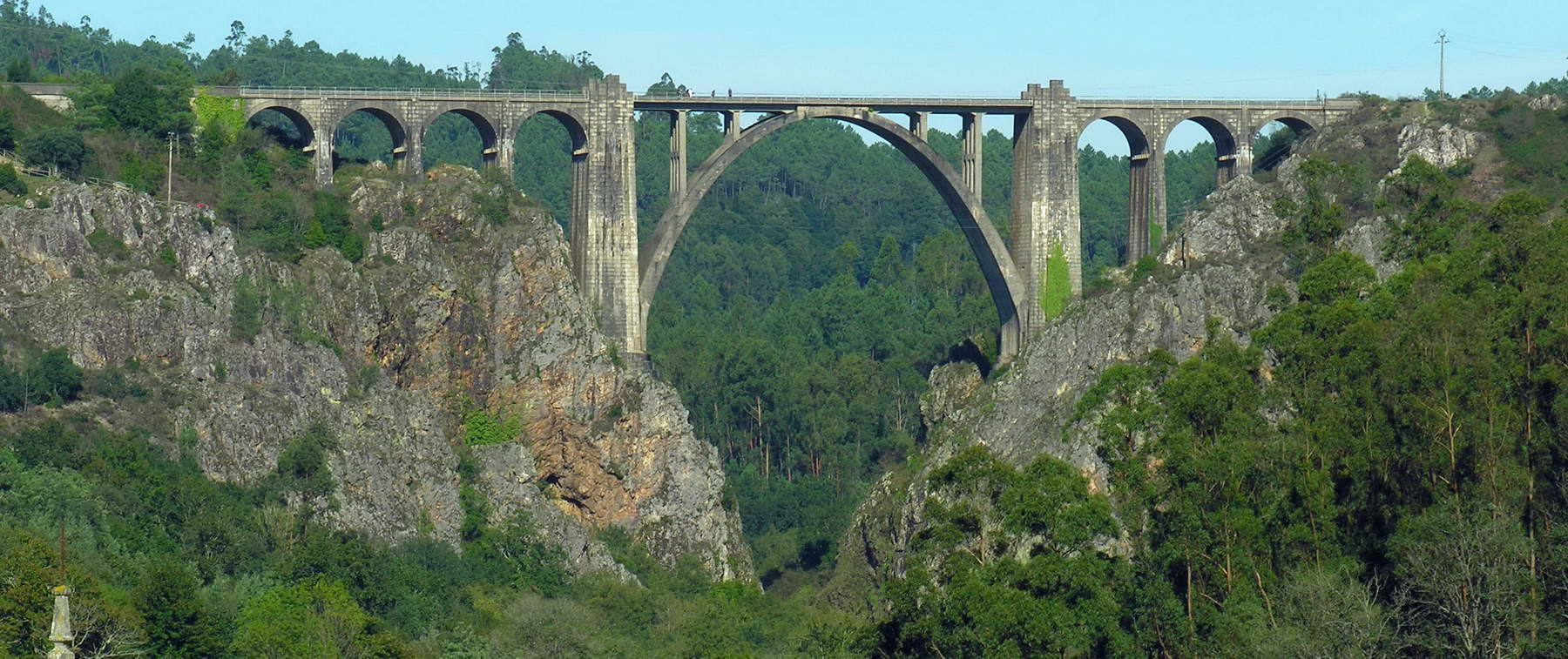
ア・ポンテ・ウジャ教区
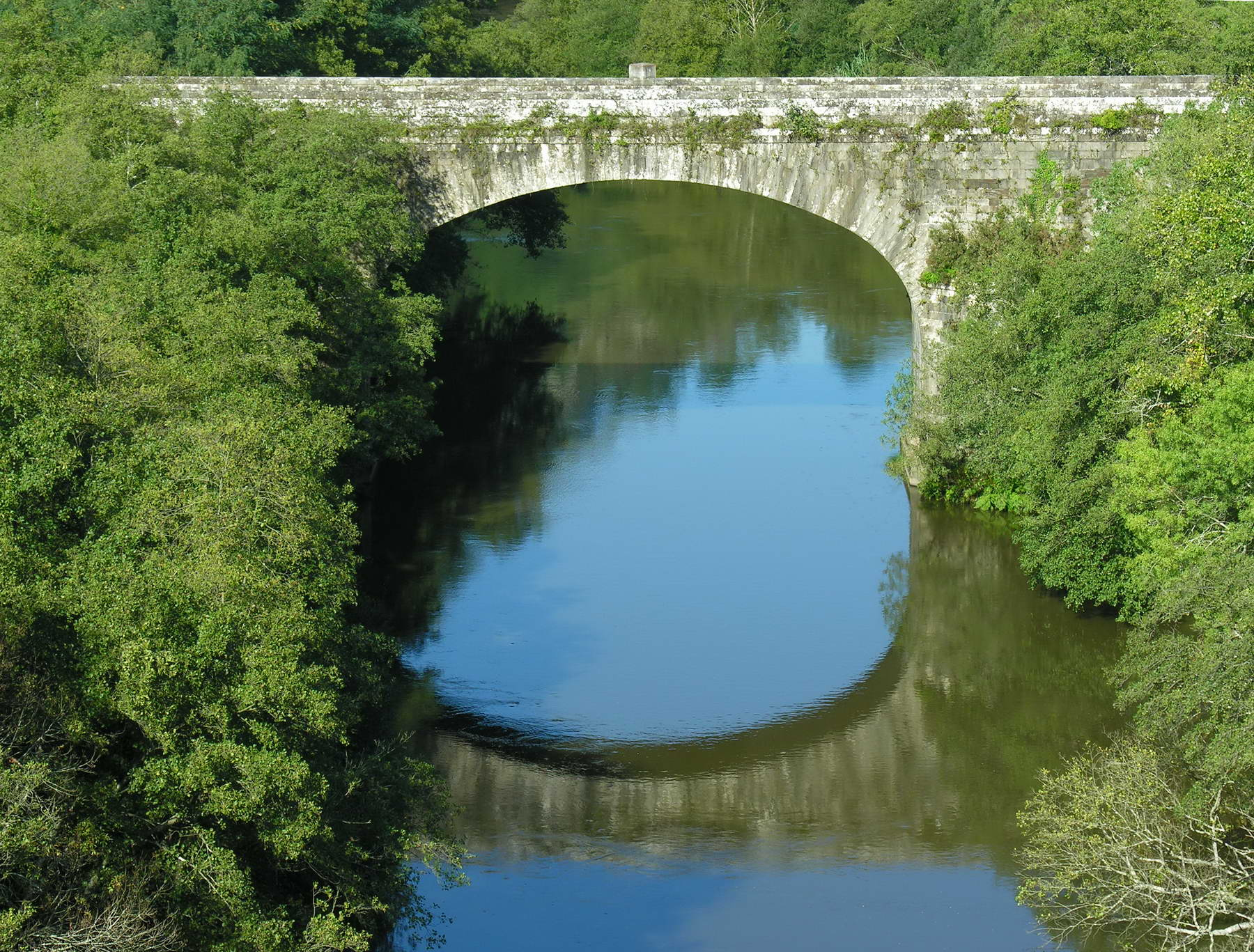
ウジャ川にかかる石橋
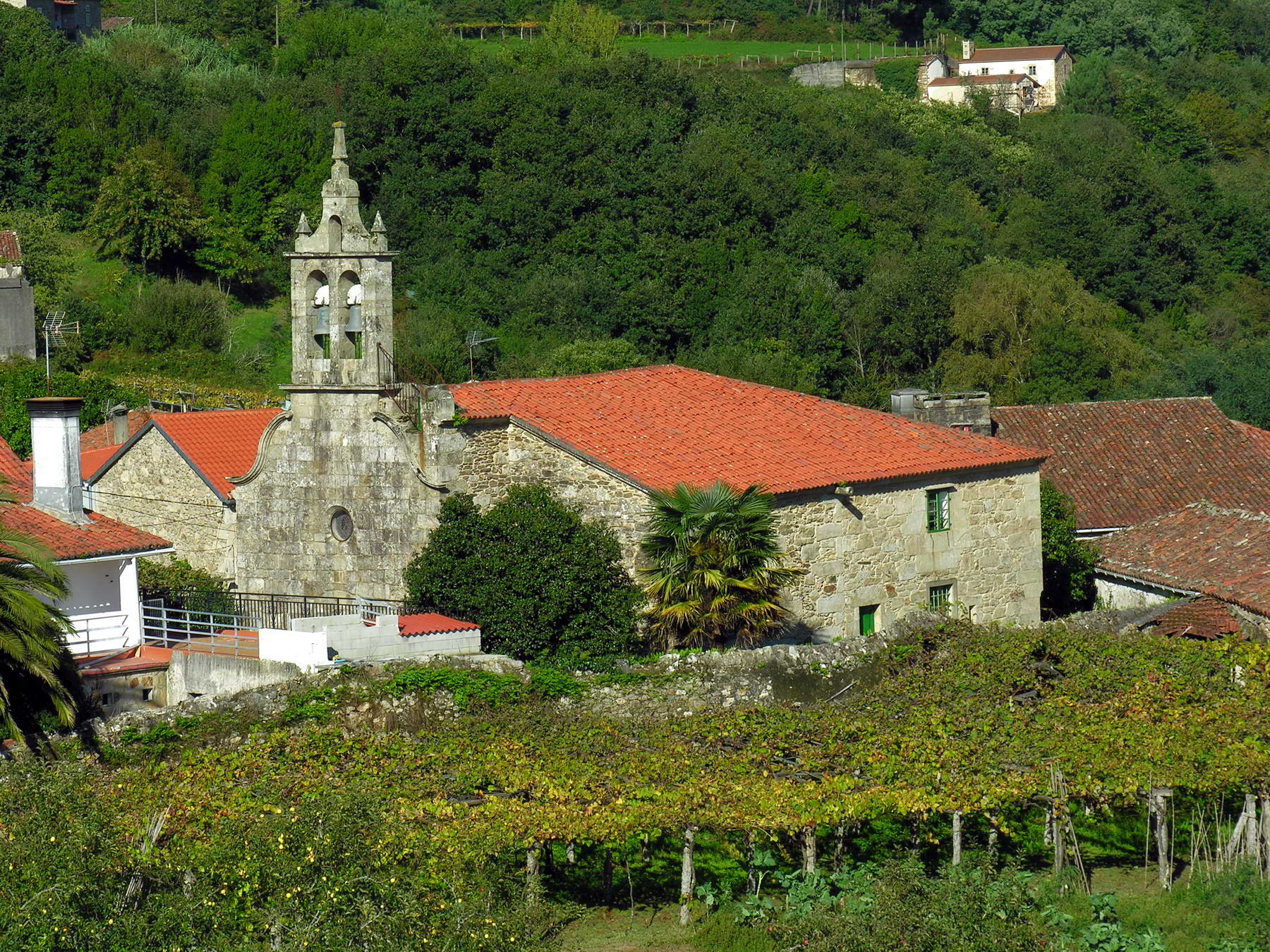
ア・ポンテ・ウジャ教区のサンタ・マリー・マダレーナ教会
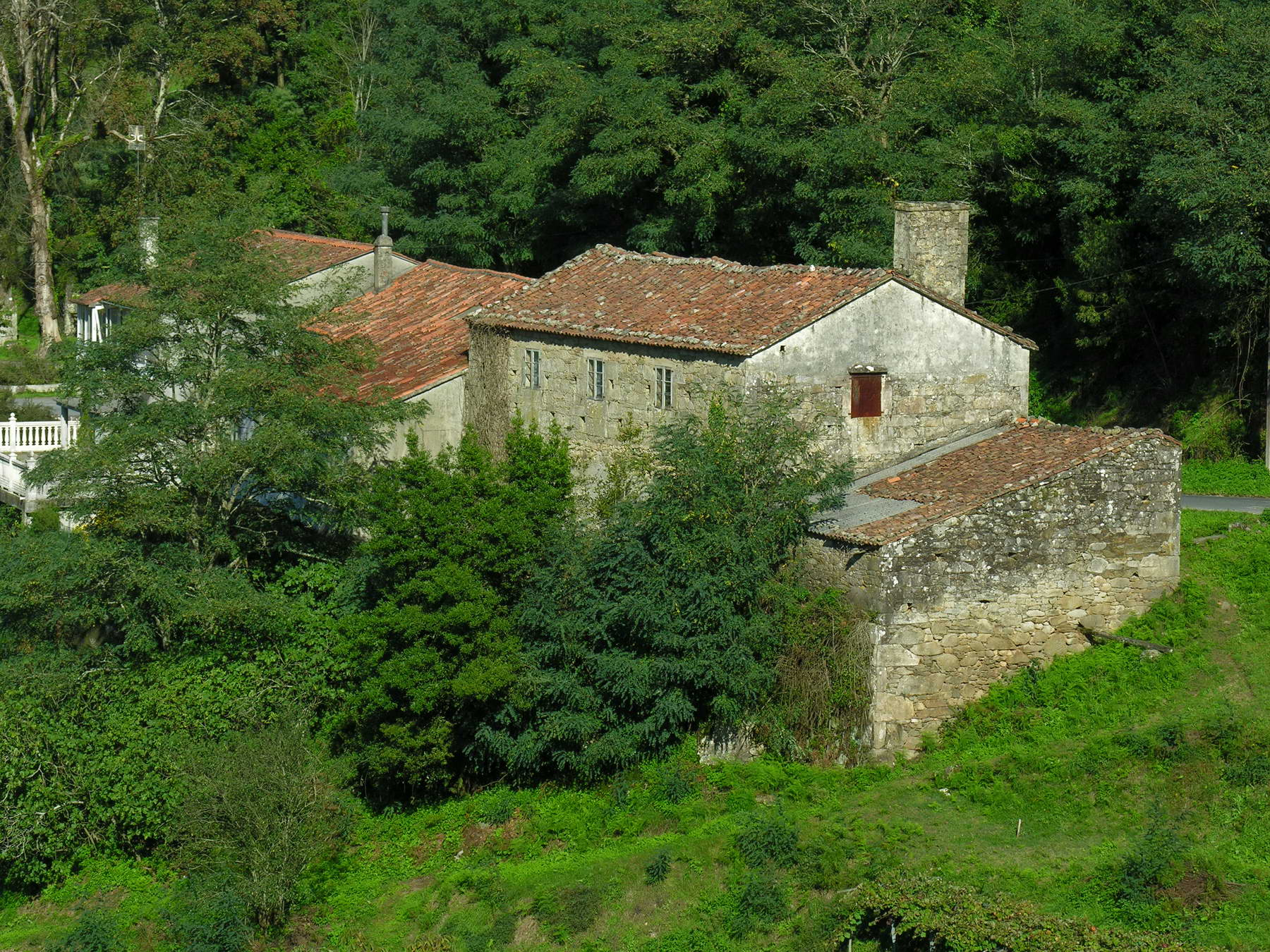
ア・ポンテ・ウジャ教区
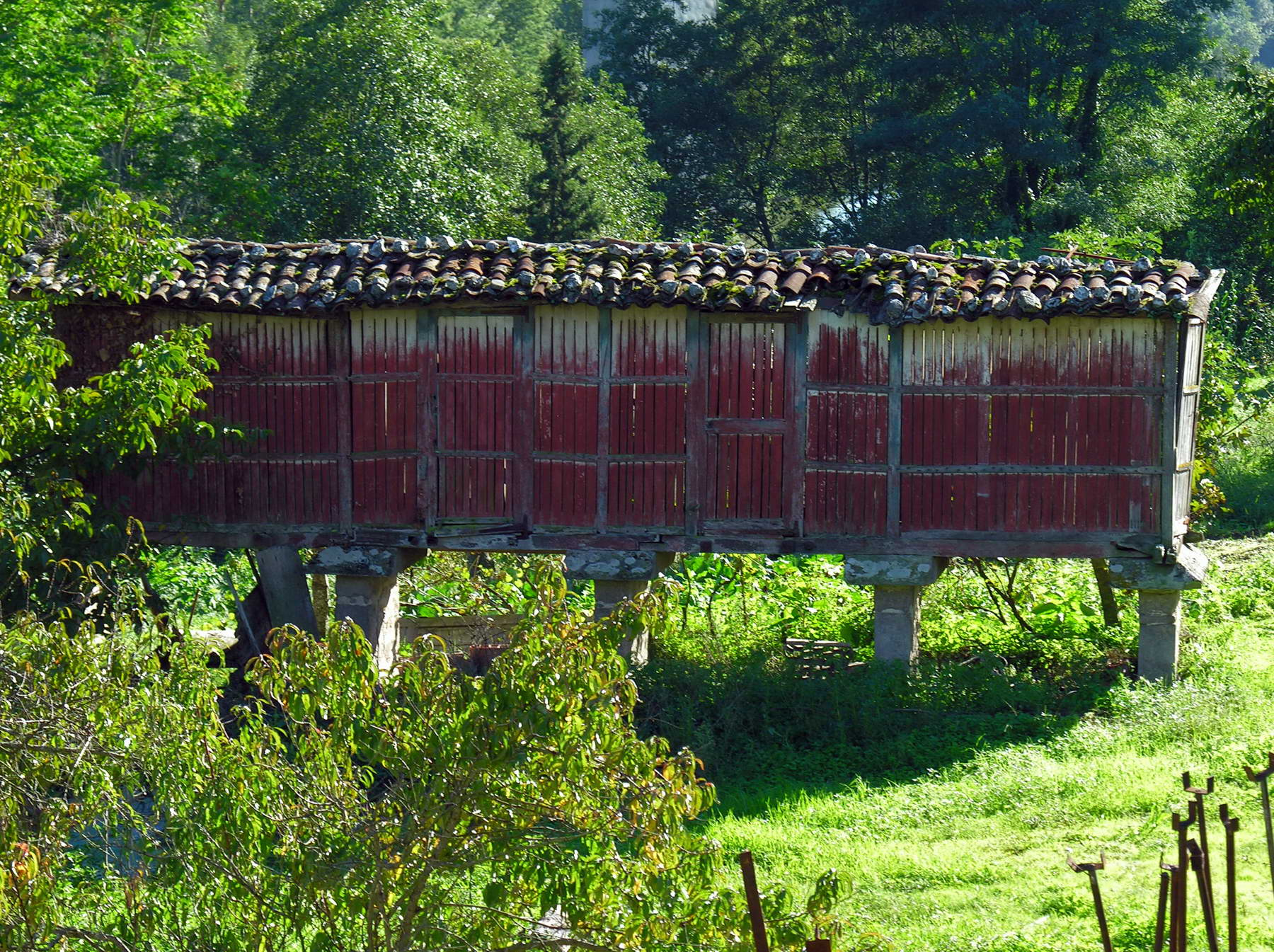
オレオ